# Platanthera curvata
Platanthera curvata là một loài lan phân bố từ Tây Tạng đến miền Nam trung tâm Trung Quốc.